# Prvenstvo Zadarskog nogometnog podsaveza 1965./66.
Prvenstvo Zadarskog nogometnog podsaveza (također i kao "Liga Zadarskog podsaveza") za sezonu 1965./66. je bila liga četvrtog stupnja nogometnog prvenstva Jugoslavije. 
 
Sudjelovalo je ukupno 8 klubova, a prvak je bio "Goran" iz Bibinja.  

## Ljestvica
| mj. | klub                      | ut. | pob. | ner. | por. | gol+ | gol- | bod |
| --- | ------------------------- | --- | ---- | ---- | ---- | ---- | ---- | --- |
| 1.  | Goran Bibinje             | 12  | 7    | 4    | 1    | 44   | 15   | 18  |
| 2.  | Zemunik (Zemunik Donji)   | 12  | 5    | 4    | 3    | 26   | 21   | 14  |
| 3.  | Biograd (Biograd na Moru) | 12  | 6    | 4    | 2    | 18   | 17   | 14  |
| 4.  | Jedinstvo Bokanjac        | 12  | 3    | 7    | 3    | 17   | 15   | 12  |
| 5.  | Sloboda Zadar             | 7   | 4    | 1    | 2    | 14   | 13   | 9   |
| 6.  | Velebit Benkovac          | 12  | 3    | 2    | 7    | 12   | 26   | 8   |
| 7.  | Borac Benkovac            | 7   | 3    | 1    | 3    | 12   | 20   | 7   |
| 8.  | Otočanka Zadar            | 12  | 1    | 4    | 7    | 11   | 27   | 6   |

- Bokanjac – danas dio Zadra
- "Borac" iz Benkovca i "Sloboda" iz Zadra kao vojni klubovi pri JNA odustali nakon jesenskog dijela

## Rezultatska križaljka
| kratica | klub                      | BIO | GOR | JED | OTO | VEL | ZEM | BOR | SLO |
| --- | ------------------------- | --- | --- | --- | --- | --- | --- | --- | --- |
| BIO | Biograd (Biograd na Moru) |     |     |     |     |     |     |     |     |
| GOR | Goran Bibinje             |     |     |     |     |     |     |     |     |
| JED | Jedinstvo Bokanjac        |     |     |     |     |     |     |     |     |
| OTO | Otočanka Zadar            |     |     |     |     |     |     |     |     |
| VEL | Velebit Benkovac          |     |     |     |     |     |     |     |     |
| ZEM | Zemunik (Zemunik Donji)   |     |     |     |     |     |     |     |     |
| BOR | Borac Benkovac            |     |     |     |     |     |     |     |     |
| SLO | Sloboda Zadar             |     |     |     |     |     |     |     |     |
| |                           |     |     |     |     |     |     |     |     |
| podebljan rezultat - utakmice od 1. do 7. kola (1. utakmica između klubova) rezultat normalne debljine - utakmice od 8. do 14. kola (2. utakmica između klubova) rezultat nakošen - nije vidljiv redoslijed odigravanja međusobnih utakmica iz dostupnih izvora rezultat nakošen i smanjen * - iz dostupnih izvora nije uočljiv domaćin susreta prekrižen rezultat - poništena ili brisana utakmica p - utakmica prekinuta 3:0 p.f. / 0:3 p.f. - rezultat 3:0 bez borbe n.i. - nije igrano |                           |     |     |     |     |     |     |     |     |

 Izvori: 